# Procedimiento administrativo
El procedimiento administrativo es una causa formal de la serie de actos en que se concreta la actuación administrativa para la realización de un fin determinado; en el cual se fijan los objetivos y metas a lograr. El procedimiento tiene por finalidad esencial la emisión de un acto administrativo al servicio de los intereses generales y no necesariamente la resolución sobre una pretensión ajena, como ocurre en los procesos
A diferencia de la actividad privada, la actuación pública requiere seguir unos cauces formales, más o menos estrictos, que constituyen la garantía de los ciudadanos en el doble sentido de que la actuación es conforme con el ordenamiento jurídico y que ésta puede ser conocida y fiscalizada por los ciudadanos.
El procedimiento administrativo se configura como una herramienta al servicio de la eficacia de la Administración, ya que le sirve para recabar todos los hechos relevantes y fundamentos jurídicos de la decisión, y al mismo tiempo como una garantía que tiene el ciudadano de que la Administración no va a actuar de un modo arbitrario, sino con objetividad y siguiendo las pautas del procedimiento establecido en las normas, que por otra parte el administrado puede conocer y en el que puede participar cuando en él se diriman asuntos que afecten a sus derechos o intereses. Ambas funciones del procedimiento son especialmente importantes cuando la Administración ejerce potestades discrecionales, ya que el procedimiento seguido y el expediente con él formado servirán para el control judicial de la actuación administrativa. Los procesos administrativos son aquellos que se realizan para dar solución y controlar ciertos fines

## Regulación jurídica
El Procedimiento Administrativo está regulado básicamente por la leyes específicas en cada país dentro del derecho administrativo.
Además, los Estados tienen otras leyes de régimen jurídico y de ámbito jurisdiccional que en buena medida regulan la materia también. En muchas ocasiones, además del procedimiento común, hay otros de características especiales para los que la legislación establece normas específicas, como ocurre con el procedimiento administrativo sancionador.

### Ejemplos en cada país
- México: Ley Federal de Procedimiento Administrativo (Ley publicada en el Diario Oficial de la Federación el 4 de agosto de 1994) (Última reforma publicada DOF 18-05-2018).
- España: Ley de Procedimiento Administrativo Común de las Administraciones Públicas, (Ley 39/2015, de 1 de octubre). [2]
- Chile: Ley que Establece Bases de los Procedimientos Administrativos que rigen los Actos de la Administración del Estado (Ley 19.880 de 29 de mayo de 2003).
- Argentina: Ley de Procedimiento Administrativo (Ley 19.549 de 27 de abril de 1972).

## Principios generales del procedimiento administrativo y ámbito de aplicación
En México como principios generales son de orden e interés público, aplicables a los actos, procedimientos y resoluciones de la Administración Pública Federal centralizada sin perjuicio de lo dispuesto en los Tratados Internacionales de los que México sea parte. También es aplicable a los organismos descentralizados de la administración pública paraestatal, respecto a sus actos de autoridad, a los servicios que el estado preste de manera exclusiva y a los contratos que los particulares puedan celebrar con el mismo organismo. No son aplicables en materias de carácter fiscal. responsabilidades de los servidores públicos, justicia agraria y laboral, ni al ministerio público en ejercicio de sus funciones constitucionales tampoco en materias de competencia económica. Queda excluida la materia fiscal tratándose de contribuciones y accesorios que deriven directamente de aquellas.

### Principio de unidad
El procedimiento es un único proceso que tiene un comienzo y fin. Todos los procedimientos deben resolverse independientemente de la forma de inicio y, asimismo, deben ser notificados. 

### Principio de contradicción
La resolución del procedimiento se basa en los hechos y en los fundamentos de derecho, esto se consigue a través de la comprobación de los hechos, a través de las pruebas. En general, pueden acreditarse los hechos por cualquier medio admisible en derecho.

### Principio de imparcialidad
La administración en su actuación será imparcial, sin someterse a favoritismo o enemistades.
- Abstención los funcionarios se abstendrán y se lo comunicaran a su superior jerárquico en los siguientes casos

Por tener interés personal en el asunto
Por tener parentesco hasta 4.º grado de consanguinidad y en 2.º en afinidad
Por tener amistad o enemistad manifiesta
Por ser testigo del procedimiento
La no abstención no invalida el acto pero crea responsabilidad en el funcionario.
En México se utilizan los mismos principios pero se le denominan impedimentos, y cuando un servidor público se encuentre en alguna de las situaciones señaladas se deberá excusar de la intervención de procedimiento haciendo del conocimiento a su superior jerárquico y este deberá resolverlo dentro de los tres días siguientes.
Si hubiera otro servidor público competente se turnará el asunto, en su defecto el servidor público excusado llevará a cabo el asunto y superior jerárquico lo supervisará.
- Recusación El interesado puede solicitar la recusación en cualquier momento del procedimiento, planteando las causas por escrito, se comprobaran los documentos presentados y el superior lo admitirá o no, de esta decisión no cabe recurso.

### Principio de oficialidad
El procedimiento debe ser impulsado de oficio en todos sus trámites. La administración tiene la obligación y responsabilidad de dirigir el procedimiento, ordenando que se practique todas las diligencias necesarias para dictar la resolución.
Es responsabilidad de tramitar el procedimiento a los titulares del órgano y el personal que esté a su cargo.

### El interesado
El concepto de interesado se encuentra señalado en las normas pertinentes en cada estado en concreto.
1. Son interesados en el procedimiento administrativo quienes lo promueven como titulares de derechos o intereses legítimos. Los intereses legítimos pueden ser individuales o colectivos.
También es interesado quien, sin haber iniciado el procedimiento, tenga derechos que puedan resultar afectados por la decisión que en el mismo se adopte.
También lo son aquellos cuyos intereses legítimos (individuales o colectivos), puedan resultar afectados por la resolución y se personen en el procedimiento en tanto no haya recaído resolución definitiva.
2. Las asociaciones y organizaciones representativas de intereses económicos y sociales, serán titulares de intereses legítimos colectivos en los términos que la Ley reconozca.
3. Cuando la condición de interesado derivase de alguna relación jurídica transmisible, el derecho habiente sucederá en tal condición, cualquiera que sea el estado del procedimiento.

## Fases del Procedimiento
El procedimiento administrativo general carece de fases, en mérito del principio de unidad de vista, se reconocen diversos estados en su tramitación, que son los siguientes:

### Iniciación
a) De oficio por acuerdo del órgano competente, por propia iniciativa, por orden superior, a petición razonada de otros órganos o por denuncia.
Con prioridad al acuerdo de iniciación, podrá el órgano competente abrir un periodo de información previa con el fin de conocer las circunstancias del caso concreto y la conveniencia o no de iniciar el procedimiento.
b) A instancia de parte. Estas solicitudes de iniciación del procedimiento deberán reunir los siguientes requisitos:
a) Nombre y apellidos del interesado y, en su caso, de la persona que lo representa y del medio y lugar preferente para notificaciones.
Se podrán acumular varias pretensiones de contenido y fundamento idéntico o sustancialmente similar, salvo que las normas reguladoras de los procedimientos específicos dispongan otra cosa.
b) Hechos, razones y petición en donde se concrete con claridad la solicitud
c) Lugar y fecha.
d) Firma del solicitante (no tiene porque ser el interesado puede ser su representante) o acreditación de autenticidad de su voluntad expresada por cualquier medio.
e) Órgano, centro o unidad administrativa al que se dirige.
- Con respecto a la Administración estas deberán:

a) Establecer modelos y sistemas normalizados de solicitudes en los procedimientos de resolución numerosa.
b) Dar un plazo de subsanación de defectos en las solicitudes, pudiendo ampliarse en algunos casos por sus características especiales.
- Además, con respecto a los solicitantes, se establece generalmente que:

a) Tienen derecho al correspondiente recibo de los escritos presentados que acredite la fecha de presentación, admitiéndose como tal una copia donde figure la fecha de presentación anotada por una oficina.
b) Tienen derecho a acompañar al modelo de solicitud los elementos que estimen convenientes, los cuales deberán ser admitidos y tenidos en cuenta por el órgano al que se dirijan.
- Respecto al lugar de presentación de las solicitudes:

a) En los registros de los órganos a los que se dirijan.
b) En los registros de cualquier órgano administrativo de la Administración.
c) En las Oficinas de Correos.
d) En las representaciones diplomáticas u oficinas consulares en el extranjero.
e) En cualquier otro registro que establezcan las disposiciones vigentes.

#### Subsanación y mejora de la solicitud
Si la solicitud de iniciación no reúne los requisitos anteriormente señalados y los exigidos, en su caso, por la legislación específica aplicable, se requerirá al interesado para que, en un plazo determinado, subsane la falta o acompañe los documentos preceptivos, con indicación de que, si así no lo hiciera, se le tendrá por desistido de su petición previa resolución que deberá ser dictada en los términos previstos en la norma aplicable.
Siempre que no se trate de procedimientos selectivos o de concurrencia competitiva, este plazo podrá ser ampliado prudencialmente, a petición del interesado o a iniciativa del órgano, cuando la aportación de los documentos requeridos presente dificultades especiales.
En los procedimientos iniciados a solicitud de los interesados, el órgano competente podrá recabar del solicitante la modificación o mejora voluntarias de los términos de aquella. De ello se levantará acta sucinta que se incorporará al procedimiento.

#### Medidas provisionales
Las normas de procedimiento establecen que, iniciado el procedimiento, el órgano administrativo competente para resolverlo, podrá adoptar, de oficio o a instancia de parte, las medidas provisionales que estime oportunas para asegurar la eficacia de la resolución que pudiera recaer, si existiesen elementos de juicio suficientes para ello.
Algunas legislaciones establecen que, antes de la iniciación del procedimiento administrativo, el órgano competente, de oficio o a instancia de parte, en los casos de urgencia y para la protección provisional de los intereses implicados, podrá adoptar las medidas correspondientes en los supuestos previstos expresamente por una norma de rango de Ley. En este caso, las medidas provisionales deberán ser confirmadas, modificadas o levantadas en el acuerdo de iniciación del procedimiento, que deberá efectuarse dentro de un plazo posterior a su adopción, el cual podrá ser objeto del recurso que proceda. En todo caso, dichas medidas quedarán sin efecto si no se inicia el procedimiento en dicho plazo o cuando el acuerdo de iniciación no contenga un pronunciamiento expreso acerca de las mismas.
Por otro lado, no se podrán adoptar medidas provisionales que puedan causar perjuicio de difícil o imposible reparación a los interesados o que impliquen violación de derechos amparados por las leyes.
Las medidas provisionales podrán ser alzadas o modificadas durante la tramitación del procedimiento, de oficio o a instancia de parte, en virtud de circunstancias sobrevenidas o que no pudieron ser tenidas en cuenta en el momento de su adopción.
En todo caso, se extinguirán con la eficacia de la resolución administrativa que ponga fin al procedimiento.

### Ordenación
La ordenación se halla conformada por todas las actuaciones que han de preordenar el desarrollo del procedimiento hasta su finalización, para permitir la realización efectiva de los actos de instrucción.
Como principio que rige esta fase tenemos el de impulso de oficio, a tenor del cual no es preciso que el administrado solicite el desarrollo del proceso, dado el interés general que anima el procedimiento administrativo.
Igualmente, se halla también presidida por el principio de celeridad, que ha de impregnar todo el procedimiento, a la vez que por el principio de eficacia, coordinándose ambos al exigirse que se acuerden en un solo acto los trámites que admitan impulso simultáneo, sin precisarse impulso sucesivo.
Siempre que se incumplan los principios aludidos, cabe la reacción del interesado a través de la queja o reclamación.

### Instrucción
La instrucción es el conjunto de actos por medio de los cuales se aportan al órgano decisorio los elementos de juicio necesarios para que dicte resolución, impulsándose de oficio sin merma del derecho del interesado a proponer lo que convenga a sus intereses, con posibilidad de presentar alegaciones las partes, proponer práctica de pruebas, con los informes preceptivos y facultativos correspondientes.
Los actos de instrucción necesarios para la determinación, conocimiento y comprobación de los datos en virtud de los cuales deba pronunciarse la resolución, se realizarán de oficio por el órgano que tramite el procedimiento, sin perjuicio del derecho de los interesados a proponer aquellas actuaciones que requieran su intervención o constituyan trámites legal o reglamentariamente establecidos.
Es decir, esta fase del procedimiento se halla presidida por el principio de oficialidad. Esto significa que, aún en el caso que el interesado no aporte los elementos de conocimiento necesarios para el debido conocimiento, debe la Administración de oficio procurárselos.
Los resultados de los sondeos y encuestas de opinión que se incorporen a la instrucción de un procedimiento deberán reunir las garantías legalmente establecidas para estas técnicas de información así como la identificación técnica del procedimiento seguido para la obtención de estos resultados.
Existen una serie de trámites que se desarrollan durante la fase de instrucción:

#### Trámite de Alegaciones.
Los interesados podrán, en cualquier momento del procedimiento anterior al trámite de audiencia, aducir alegaciones y aportar documentos u otros elementos de juicio. Unos y otros serán tenidos en cuenta por el órgano competente al redactar la correspondiente propuesta de resolución.
En todo momento podrán los interesados alegar los defectos de tramitación y, en especial, los que supongan paralización, infracción de los plazos preceptivamente señalados o la omisión de trámites que pueden ser subsanados antes de la resolución definitiva del asunto. Dichas alegaciones podrán dar lugar, si hubiere razones para ello, a la exigencia de la correspondiente responsabilidad disciplinaria. mar

#### Trámite de Prueba
Medios y período de prueba.
Los hechos relevantes para la decisión de un procedimiento podrán acreditarse por cualquier medio de prueba admisible en Derecho.
Cuando la Administración no tenga por ciertos los hechos alegados por los interesados o la naturaleza del procedimiento lo exija, el instructor del mismo acordará la apertura de un período de prueba por un plazo no superior a treinta días ni inferior a diez, a fin de que puedan practicarse cuantas juzgue pertinentes.
El instructor del procedimiento sólo podrá rechazar las pruebas propuestas por los interesados cuando sean manifiestamente improcedentes o innecesarias, mediante resolución motivada.
Práctica de prueba.
La Administración comunicará a los interesados, con antelación suficiente, el inicio de las actuaciones necesarias para la realización de las pruebas que hayan sido admitidas.
En la notificación se consignará el lugar, fecha y hora en que se practicará la prueba, con la advertencia, en su caso, de que el interesado puede nombrar técnicos para que le asistan.
En los casos en que, a petición del interesado, deban efectuarse pruebas cuya realización implique gastos que no deba soportar la Administración, ésta podrá exigir el anticipo de los mismos, a reserva de la liquidación definitiva, una vez practicada la prueba. La liquidación de los gastos se practicará uniendo los comprobantes que acrediten la realidad y cuantía de los mismos.

#### Trámite de Informe
Petición.
A efectos de la resolución del procedimiento, se solicitarán aquellos informes que sean preceptivos por disposiciones legales, y los que se juzguen necesarios para resolver, citándose el precepto que los exija o fundamentando, en su caso, la conveniencia de reclamarlos.
En la petición de informe se concretará el extremo o extremos acerca de los que se solicita.
Evacuación.
Salvo disposición expresa en contrario, los informes serán facultativos y no vinculantes.
Los informes serán evacuados en el plazo de diez días, salvo que una disposición o el cumplimiento del resto de los plazos del procedimiento permita o exija otro plazo mayor o menor.
De no emitirse el informe en el plazo señalado, y sin perjuicio de la responsabilidad en que incurra el responsable de la demora, se podrán proseguir las actuaciones cualquiera que sea el carácter del informe solicitado, excepto en los supuestos de informes preceptivos que sean determinantes para la resolución del procedimiento, en cuyo caso se podrá interrumpir el plazo de los trámites sucesivos.
Si el informe debiera ser emitido por una Administración Pública distinta de la que tramita el procedimiento en orden a expresar el punto de vista correspondiente a sus competencias respectivas, y transcurriera el plazo sin que aquel se hubiera evacuado, se podrán proseguir las actuaciones. El informe emitido fuera de plazo podrá no ser tenido en cuenta al adoptar la correspondiente resolución.

#### Participación de los ciudadanos
Trámite de audiencia.
Instruidos los procedimientos, e inmediatamente antes de redactar la propuesta de resolución, se pondrán de manifiesto a los interesados o, en su caso, a sus representantes, salvo lo que afecte a las informaciones y datos que sean confidenciales por mandato de la ley.
Los interesados, en un plazo no inferior a diez días ni superior a quince, podrán alegar y presentar los documentos y justificaciones que estimen pertinentes.
Si antes del vencimiento del plazo los interesados manifiestan su decisión de no efectuar alegaciones ni aportar nuevos documentos o justificaciones, se tendrá por realizado el trámite.
Se podrá prescindir del trámite de audiencia cuando no figuren en el procedimiento ni sean tenidos en cuenta en la resolución otros hechos ni otras alegaciones y pruebas que las aducidas por el interesado.
Actuación de los interesados.
Los actos de instrucción que requieran la intervención de los interesados habrán de practicarse en la forma que resulte más cómoda para ellos y sea compatible, en la medida de lo posible, con sus obligaciones laborales o profesionales.
Los interesados podrán, en todo caso, actuar asistidos de asesor cuando lo consideren conveniente en defensa de sus intereses.
En cualquier caso, el órgano instructor adoptará las medidas necesarias para lograr el pleno respeto a los principios de contradicción y de igualdad de los interesados en el procedimiento.
Información pública.
El órgano al que corresponda la resolución del procedimiento, cuando la naturaleza de éste lo requiera, podrá acordar un período de información pública.
A tal efecto, se anunciará en el Boletín Oficial del Estado, de la Comunidad Autónoma, o en el de la Provincia respectiva, a fin de que cualquier persona física o jurídica pueda examinar el procedimiento, o la parte del mismo que se acuerde.
El anuncio señalará el lugar de exhibición y determinará el plazo para formular alegaciones, que en ningún caso podrá ser inferior a veinte días.
La incomparecencia en este trámite no impedirá a los interesados interponer los recursos procedentes contra la resolución definitiva del procedimiento.
La comparecencia en el trámite de información pública no otorga, por sí misma, la condición de interesado. No obstante, quienes presenten alegaciones u observaciones en este trámite tienen derecho a obtener de la Administración una respuesta razonada, que podrá ser común para todas aquellas alegaciones que planteen cuestiones sustancialmente iguales.
Conforme a lo dispuesto en las Leyes, las Administraciones Públicas podrán establecer otras formas, medios y cauces de participación de los ciudadanos, directamente o a través de las organizaciones y asociaciones reconocidas por la Ley en el procedimiento de elaboración de las disposiciones y actos administrativos.

### Terminación
Hay supuestos en los que la resolución consiste en la declaración de las circunstancias que concurran en cada caso, con indicación de los hechos producidos y las normas aplicables. Esto se produce en los casos de prescripción, renuncia del derecho, caducidad del procedimiento o desistimiento de la solicitud, así como desaparición sobrevenida del objeto del procedimiento.
Se exceptúan de la obligación de resolver, los supuestos de terminación del procedimiento por pacto o convenio, así como los procedimientos relativos al ejercicio de derechos sometidos únicamente al deber de comunicación previa a la Administración.
a) Normal. La forma normal de terminación del procedimiento es mediante una resolución que decidirá sobre todas las cuestiones planteadas por el interesado y otras derivadas del propio expediente. La decisión será motivada en los casos en que proceda.
b) Anormales. El desistimiento, la renuncia y la caducidad o abandono son formas de finalización anormales que solo se pueden producir en los procedimientos incoados a instancia de los particulares.
a´) Desistimiento. El interesado puede desistir de su solicitud siempre y cuando no esté prohibido por el ordenamiento jurídico. No obstante la Administración puede limitar el desistimiento si la cuestión suscitada en el procedimiento fuera de interés general o conveniente sustanciarla. El desistimiento no impide al interesado seguir conservando los derechos que le amparan que podrá hacer valer, si lo desea, en otro procedimiento.
b´) Renuncia. Es igual que el desistimiento, si bien el interesado que renuncia pierde los derechos que le amparan.
c´) Caducidad. Que consiste en la paralización del procedimiento por causa imputable al interesado una vez que la Administración le ha advertido de la misma si no realiza actuaciones sustanciales y necesarias y han trascurrido tres meses desde la comunicación.
d´) Silencio administrativo. Se produce en aquellas situaciones en las que la Administración no ha resuelto expresamente y la Ley realiza la presunción de que si lo ha hecho.
c) Por convención. Las Administraciones Públicas podrán celebrar acuerdos con personas de derecho público o privado siempre que no sean contrarios al Ordenamiento jurídico ni versen sobre materias donde no es posible la transacción.

## La ejecución
Las normas jurídicas suelen establecer la presunción de validez de todos los actos administrativos y, en consecuencia, producen plenos efectos jurídicos desde el momento en que se dictan. Esto se denomina "ejecutividad" del acto administrativo. La ejecutividad del acto administrativo es de interés a todos los efectos, pero especialmente cuando los interesados obligados a cumplir el mismo no lo hacen voluntariamente, en cuyo caso puede serles impuesta forzosamente.

## Medios de ejecución forzosa
Las legislaciones establecen que los actos de las Administraciones Públicas sujetos al Derecho administrativo son inmediatamente ejecutivos. A tal fin las Leyes establecen distintos medios de ejecución forzosa cuando los particulares no cumplen voluntariamente lo establecido en el acto administrativo.
A) Apremio sobre el patrimonio. Es el procedimiento de cobro de la Administración de las cantidades líquidas adeudadas a la misma y que no han sido abonadas voluntariamente. Se trata de una situación que se aplica especialmente, aunque no exclusivamente, en materia tributaria. Requiere que se expida el certificado de descubierto, el embargo de los bienes del deudor y la subasta pública de los mismos.
B) Ejecución subsidiaria. Es la realización por la Administración, o a través de personas que se determinen por la misma, de actos que imponen obligaciones de hacer y que no sean personalísimos, ante el incumplimiento del sujeto obligado. Este procedimiento, concretamente se prevé para el restablecimiento de la legalidad urbanística, con la ejecución de una obra por parte de la Administración o de empresa contratada. Los costes resultan a cargo del obligado, pudiendo seguirse para ello el apremio sobre el patrimonio.
C) Multa coercitiva. Que es la imposición de multas reiteradas en lapsos de tiempo para obligar a cumplir lo ordenado. Esta imposición de multas esta reservada a los actos personalísimos en que no quepa la compulsión directa, o no sea conveniente o cuya ejecución el obligado pudiera encargar a un tercero. Las multas coercitivas son distintas de las sanciones administrativas y, por ello, compatibles con ellas.
D) Compulsión sobre las personas. Es en los casos en los que se obliga a la realización física de un acto. Dado que roza los derechos constitucionales, la Ley impone que se respeten los mismos y que la compulsión esté autorizada por Ley. La obligación ha de ser personalísima de hacer o no hacer.